# Ragni Piene

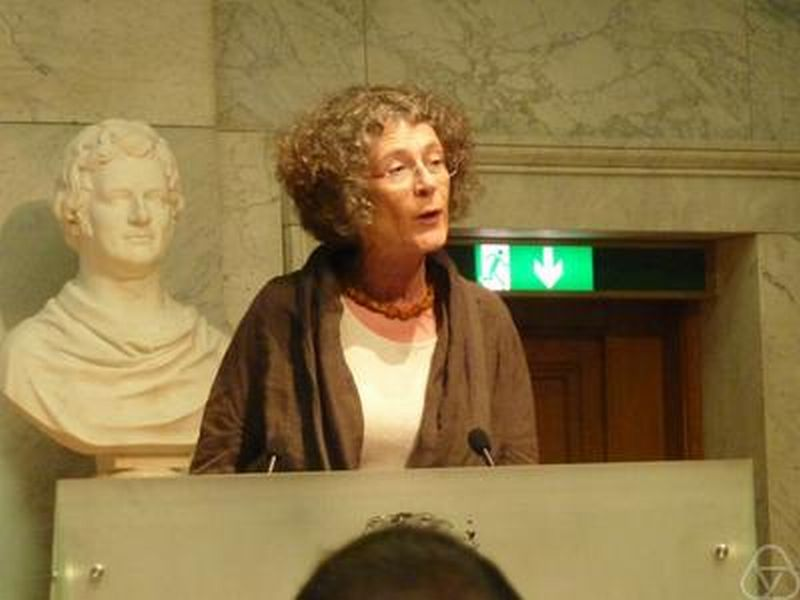
Ragni Piene, Abel-Preis-Zeremonie 2012

Ragni Piene (* 18. Januar 1947 in Oslo) ist eine norwegische Mathematikerin, die sich mit algebraischer Geometrie befasst.
Piene studierte an der Universität Oslo Mathematik mit dem Kandidatenexamen 1969. Sie erwarb 1970 ein DEA an der Universität Paris-Süd und 1972 ihren Abschluss (Cand.real.) in Oslo und wurde 1976 am Massachusetts Institute of Technology bei Steven Kleiman promoviert (Plücker formulas). 1979 wurde sie Assistenzprofessorin und 1987 Professorin an der Universität Oslo.
Sie befasst sich unter anderem mit algorithmischer algebraischer Geometrie mit Anwendungen in der geometrischen Modellierung.
Sie war unter anderem Gastwissenschaftlerin am IHES, dem MSRI, dem Mittag-Leffler-Institut, der École normale supérieure (Paris), der École polytechnique, der Universität Grenoble, am MIT, der Universität von Recife und der Harvard University (Bunting Institute). Ab 2013 ist sie im Beratungsgremium des Mathematischen Forschungsinstituts Oberwolfach.
1992 war sie eingeladene Sprecherin auf dem Europäischen Mathematikerkongress in Paris (On the enumeration of algebraic curves- from circles to instantons).
Seit 2003 ist sie im Executive Committee der International Mathematical Union. Sie ist Mitglied der Norwegischen Akademie der Wissenschaften, der Königlich Norwegischen Wissenschaftlichen Gesellschaft und der Academia Europaea (2012). 2012 wurde sie Fellow der American Mathematical Society. 2010 bis 2014 stand sie dem Abel-Komitee vor. Ein Porträt von Ragni Piene findet sich seit 2019 in der Fotowanderausstellung „Women of Mathematics Around the World“ über weibliche Mathematiker.
Sie ist im Herausgebergremium der Communications in Algebra.

## Schriften (Auswahl)
- Herausgeberin mit Olav Laudal: The Legacy of Niels Hendrik Abel, Springer, 2002
- Herausgeberin mit Helge Holden: The Abel Prize 2003–2007, Springer 2010
- Herausgeberin mit Helge Holden: The Abel Prize 2008–2012, Springer 2014
- Herausgeberin mit Bert Jütler: Geometric Modeling and Algebraic Geometry. Springer 2008
- Herausgeberin mit Mohamed Elkadi, Bernard Mourrain: Algebraic geometry and geometric modeling. Springer 2006
- Discriminants, polytopes, and toric geometry, in: Pierre Cartier; A. D. R. Choudary, Michel Waldschmidt (Hrsg.), Mathematics in the 21st Century (6th World Conference, Lahore, März 2013), Springer 2015